# Autosan

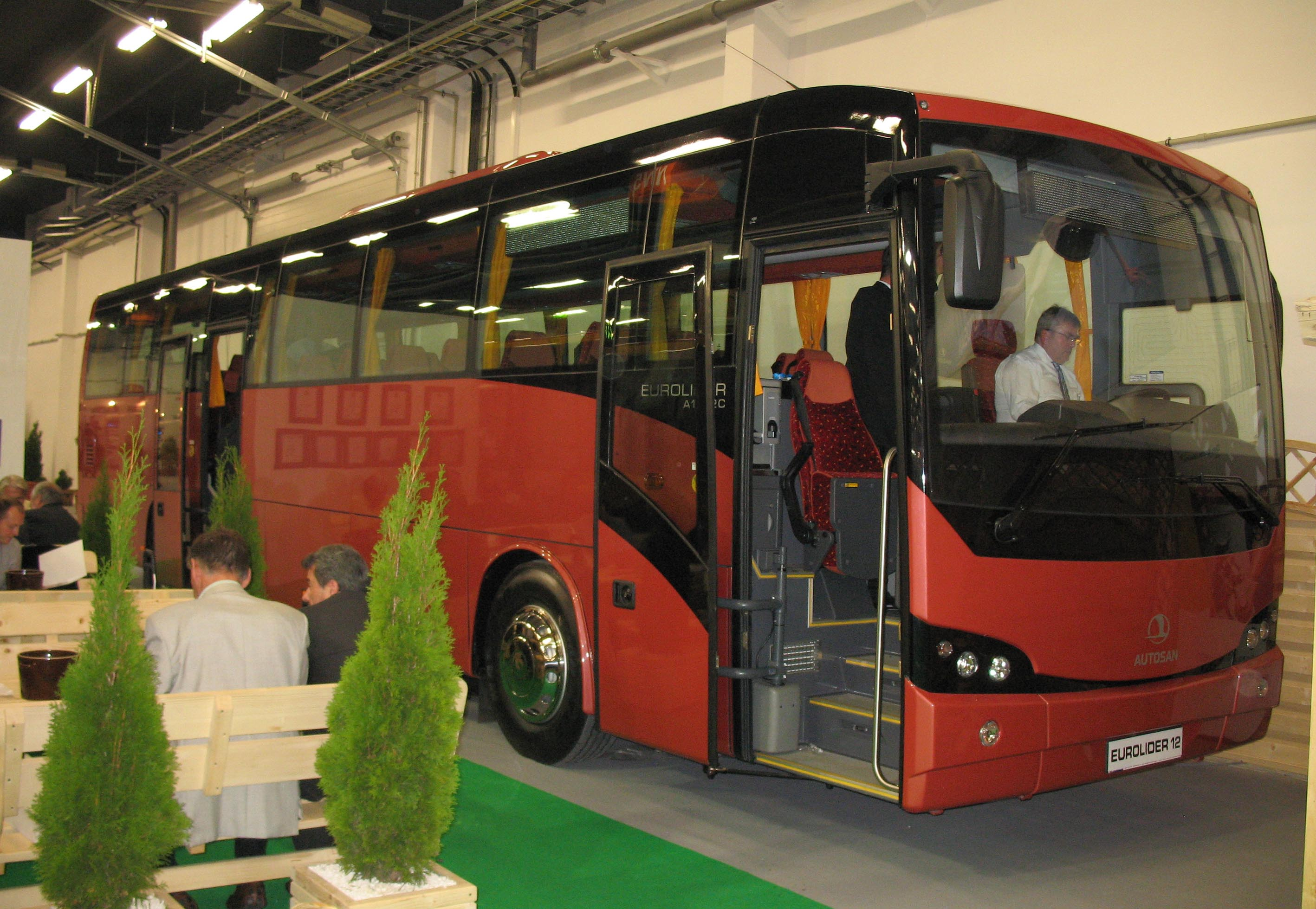
Autosan Eurolider 12 - xe liên thành phố

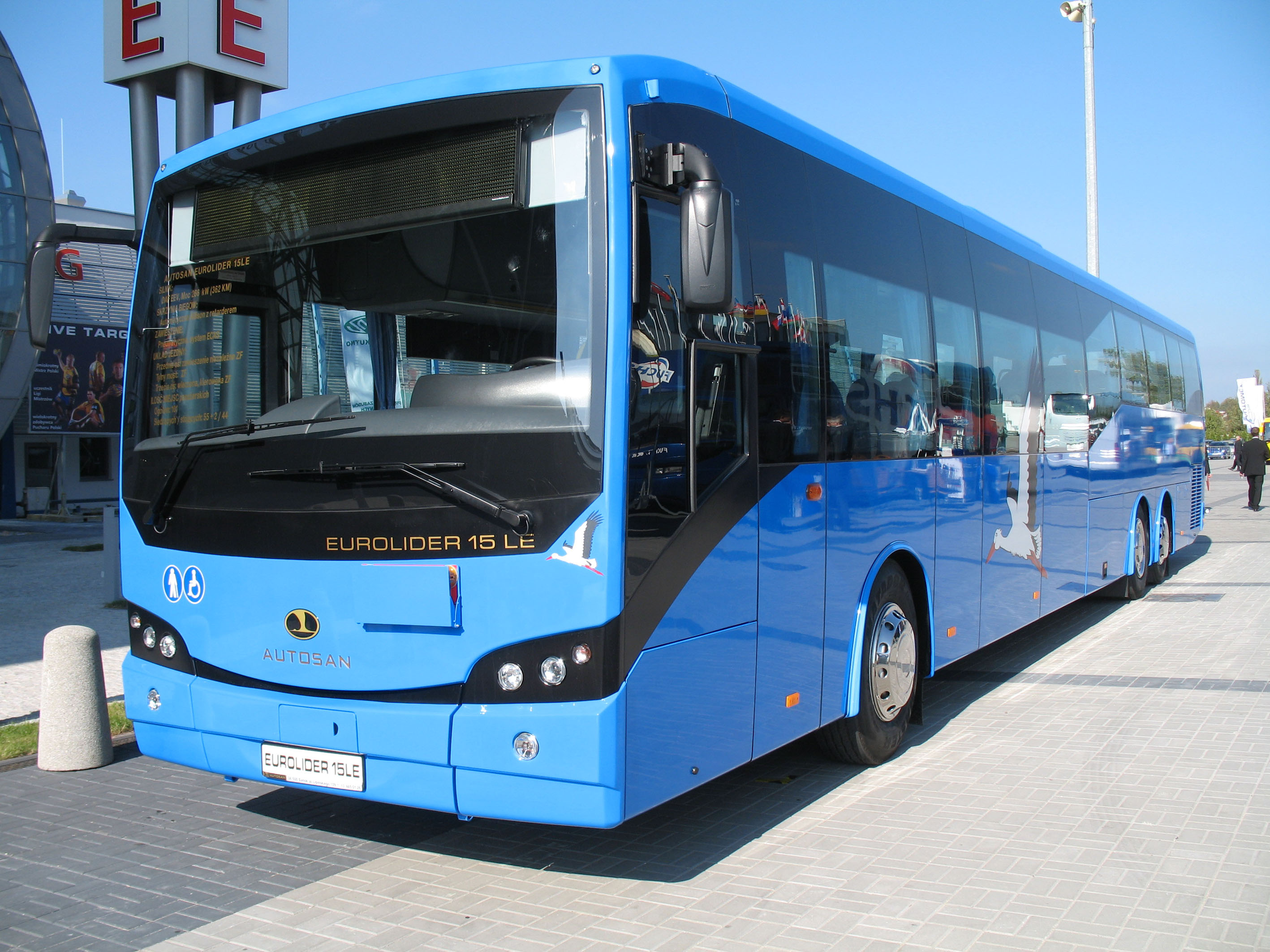
Autosan Eurolider 15 LE - xe buýt thấp địa phương/liên tỉnh

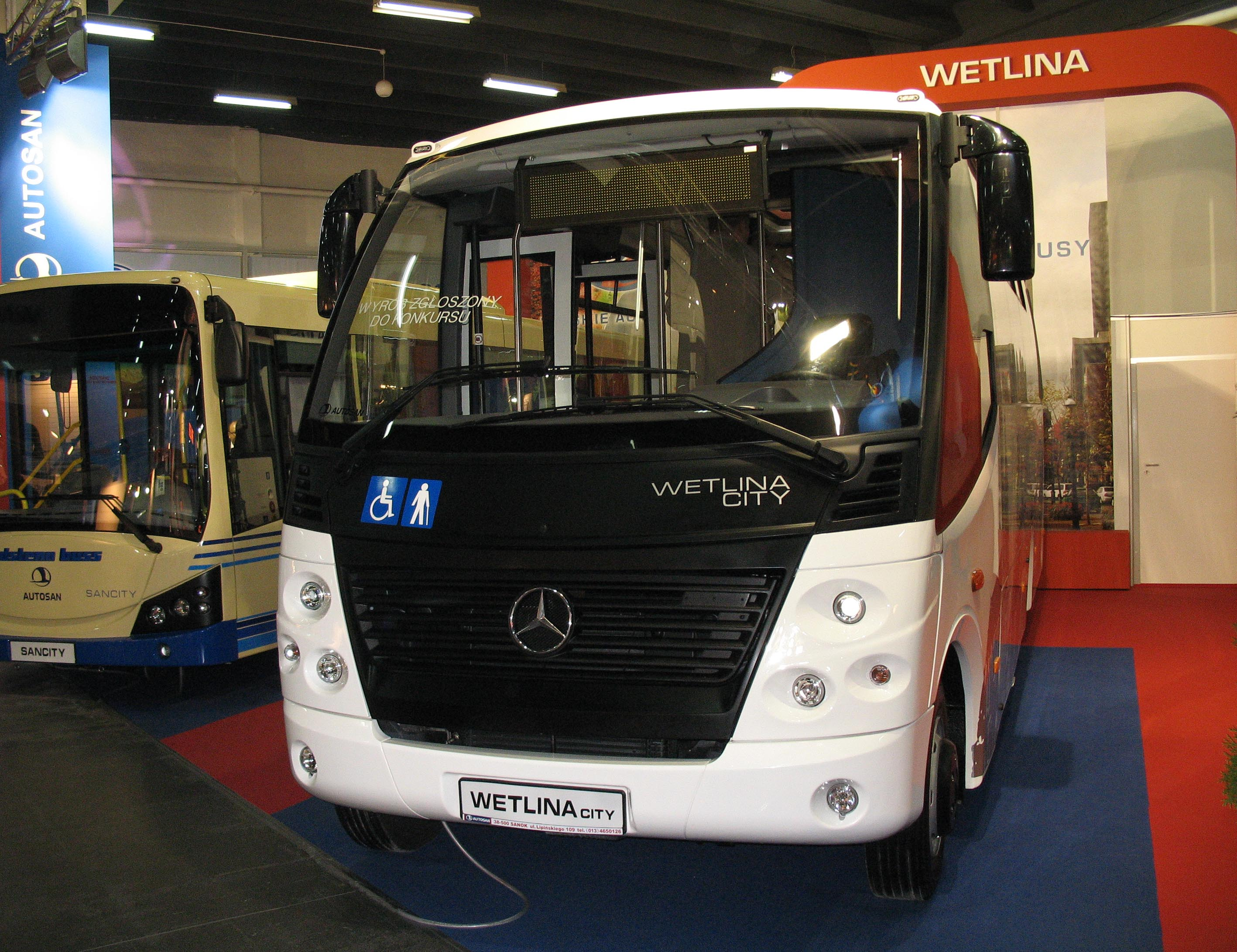
Autosan A8V Wetlina City (Osprey) ở Kielce, Ba Lan

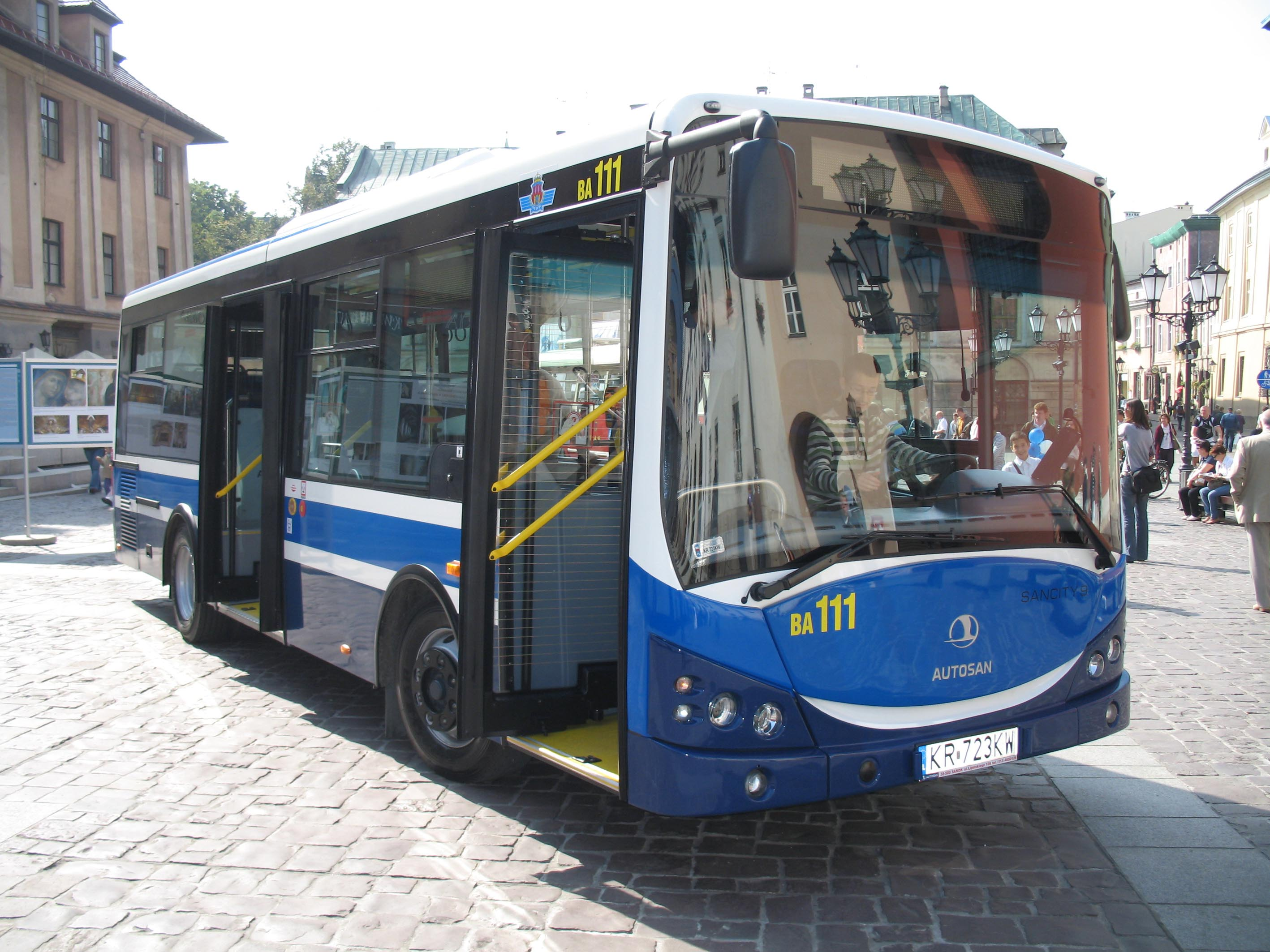
Autosan M09LE Sancity 9 - xe buýt thành phố

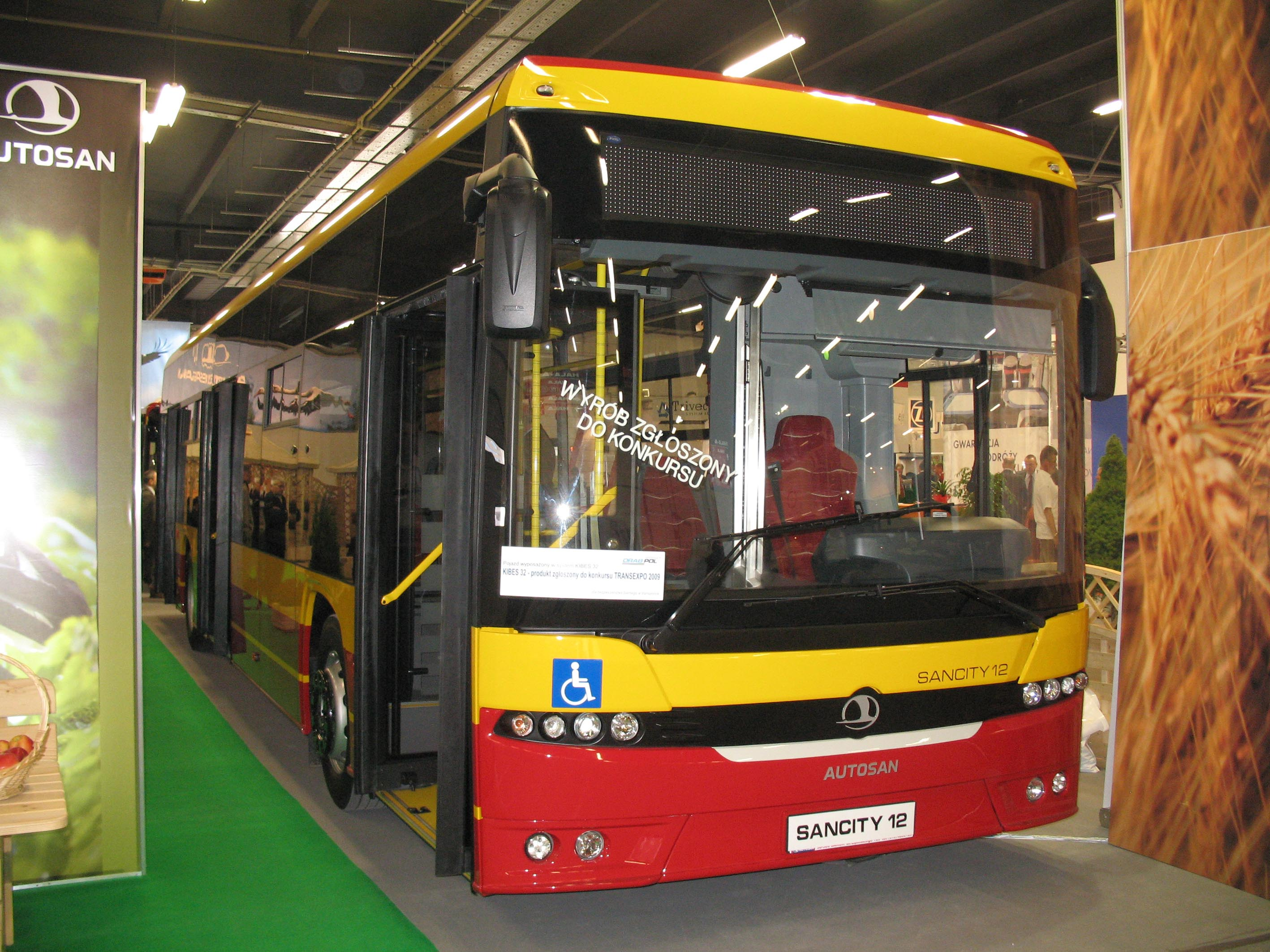
Autosan Sancity 12LE - xe buýt thành phố

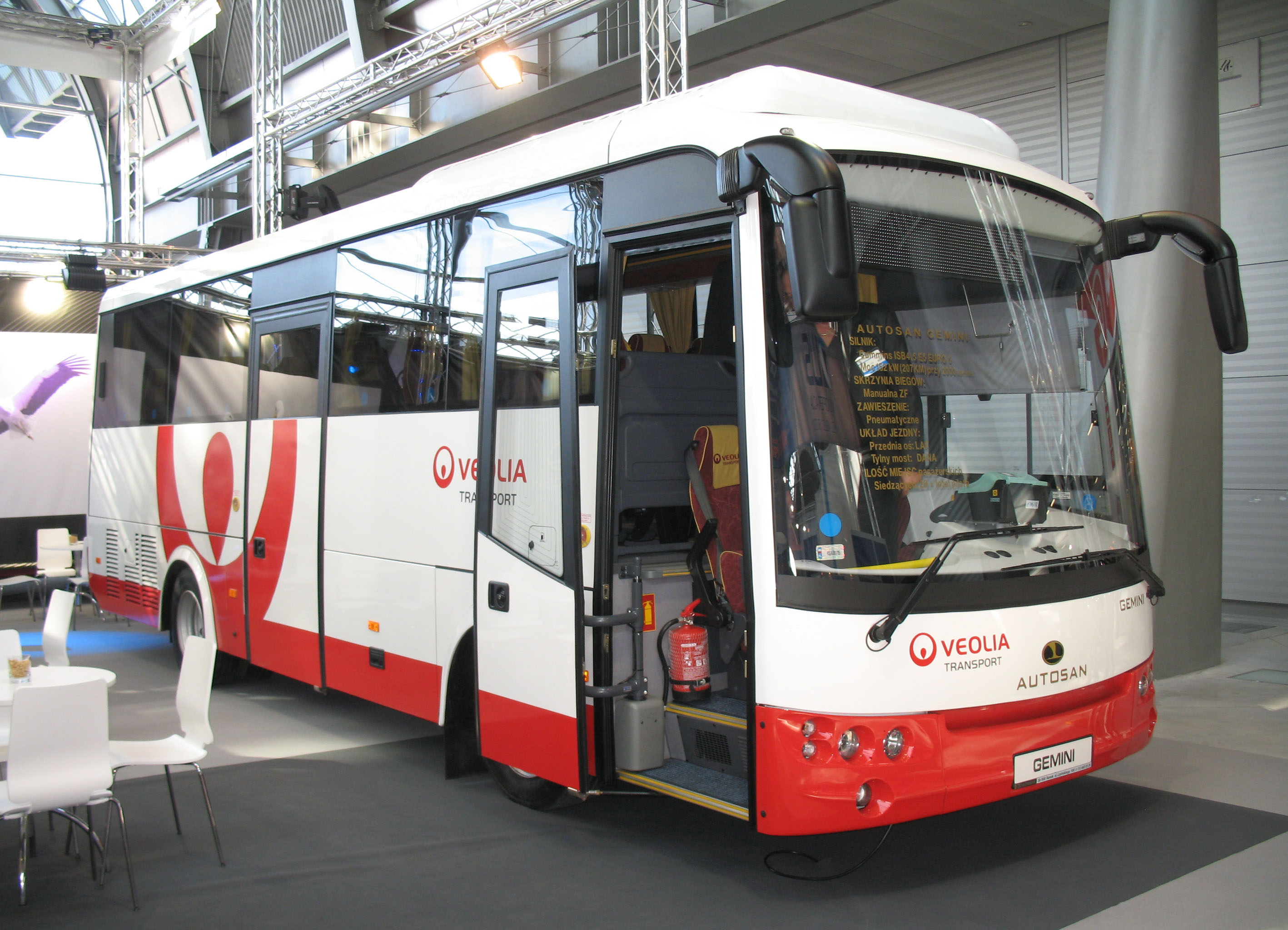
Xe khách liên thành phố/du lịch Autosan Gemini

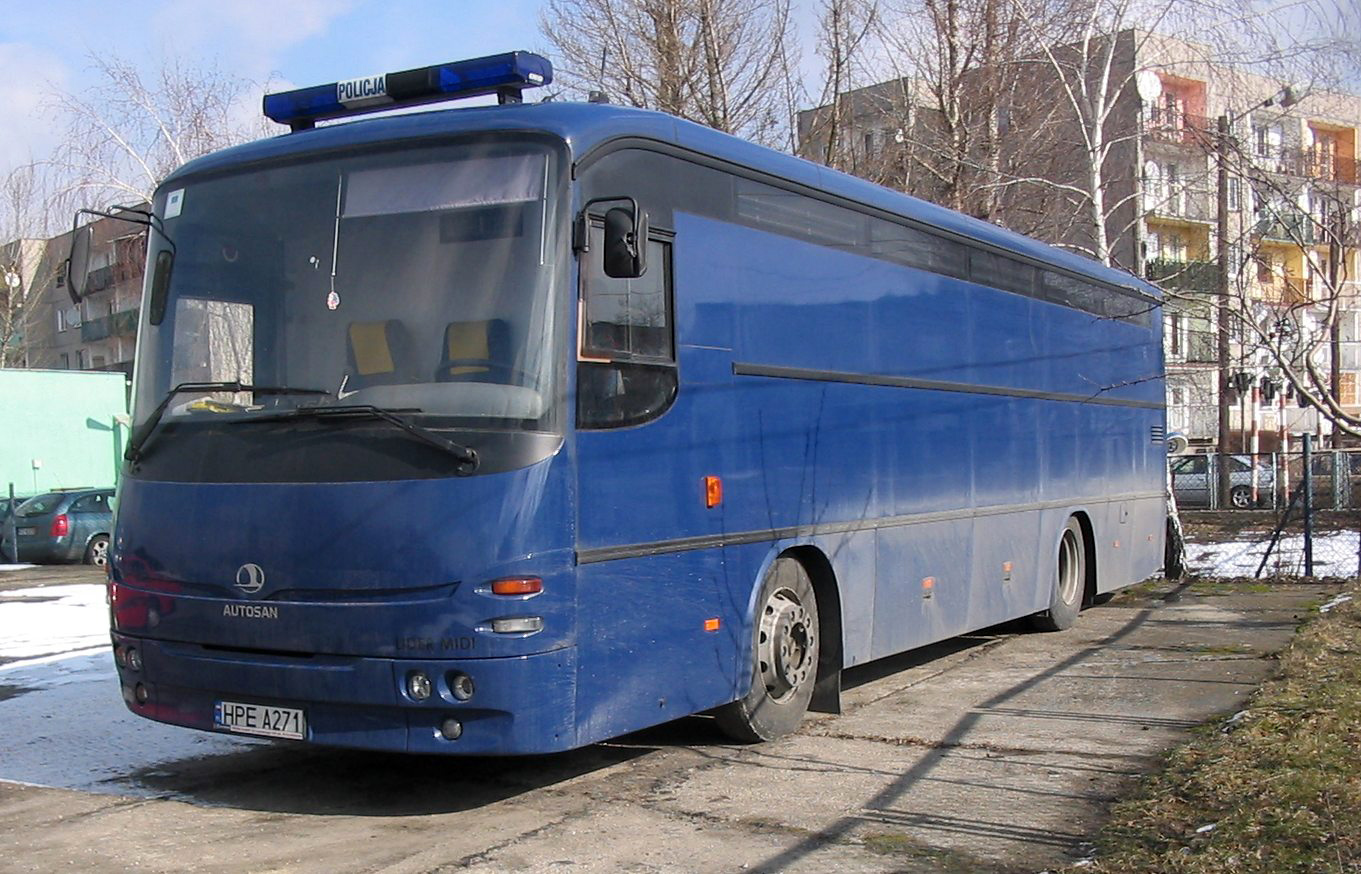
Xe buýt cảnh sát Autosan A1010T DW

Autosan SA là một loại xe buýt và xe đò Ba Lan. Công ty được đặt tại Sanok, Ba Lan. Mạng lưới bán hàng của nó bao gồm châu Âu (cũng là các quốc gia ngoài EU), các nước châu Phi và châu Á. Hiện tại nó sản xuất khoảng 300 xe buýt mỗi năm.

## Lịch sử
Autosan là một trong những nhà máy lâu đời nhất ở Ba Lan. Công ty được thành lập vào năm 1832 bởi Walenty Lipiński và Mateusz Beksiński với tư cách là nhà máy sản xuất lò hơi công nghiệp. Lịch sử của nhà máy thay đổi tùy thuộc vào tình hình kinh tế trong nước và châu Âu. Khi bắt đầu hoạt động, nhà máy đã sản xuất các thiết bị và dụng cụ cho các ngành công nghiệp khai thác, chưng cất và sản xuất dầu. Sau đó, hãng đã bổ sung thêm phương tiện vận chuyển vào phạm vi kinh doanh của mình và đến năm 1894, công ty đã trở thành nhà sản xuất xe khách trên đường ray và xe chở hàng quan trọng nhất của Ba Lan, xe điện và các phương tiện công suất cao khác, trong khi công ty vẫn tiếp tục sản xuất đầu ra là lò hơi và các thiết bị liên quan khác. Sau đó, thậm chí nhiều loại sản phẩm đã được thêm vào, bao gồm bồn chứa nước, cần cẩu, tàu nạo vét, xe lu, xuồng cứu sinh bằng thép, công trình cầu thép và vật đúc.
Năm 1926, Autosan đã ra mắt rất nhiều xe buýt đầu tiên được gắn trên khung gầm Lancia. Các hoạt động đã bị gián đoạn trong Thế chiến II nhưng được nối lại vào năm 1950. Năm 1973, một thế hệ xe buýt mới được ra mắt - xe buýt H9, với động cơ được gắn ở phía sau. Nó sẽ được tiếp nối vào năm 1984 bởi mẫu H10 dung lượng cao.
Vào tháng 9 năm 2013, Tòa án Krosno tuyên bố nhà máy phá sản. Trong một tuyên bố được đưa ra tại thời điểm đó đã được giải thích rằng không thể tiếp tục tài trợ cho việc tái cấu trúc. Vài ngày sau, Tập đoàn Sobiesław Zasada, công ty sở hữu công ty, đã bán một gói cổ phần ở Autosan cho Gregory Tarnawa với giá một zloty của Ba Lan. Các đoàn viên công đoàn từ nhà máy đã biểu tình trước chủ sở hữu cũ, Tập đoàn Sobiesław Zasada, ở Kraków, yêu cầu thanh toán tiền lương trong vài tháng. Công ty vẫn đang hoạt động.
Từ năm 2001, công ty đã phát triển và sản xuất các linh kiện cho phương tiện đường sắt, đặc biệt là các bộ phận của xe lửa và xe điện.

## Các sản phẩm

### Xe buýt

#### Mô hình hiện tại
- Xe khách du lịch 
  - Autosan A0808T "Gemini"
  - Autosan A1112T "Ramze"
- Xe buýt liên thành phố 
  - Autosan A0808T "Gemini"
  - Autosan A0909L "Tramp 2" (Autosan Scamp)
  - Autosan A1010T "Lider 3"
  - Autosan A1012T "Lider"
  - Autosan Eurosider 12
  - Autosan Eurosider 13
  - Autosan Lider 9 sinh thái
  - Autosan Lider 9 sinh thái2
  - Autosan A8V "Wetlina" (Autosan Osprey)
- Xe buýt địa phương 
  - Autosan A1010T "Lider 10"
  - Autosan H7-20MB "Solina"
  - Autosan Sancity 9LE
  - Antosan Eurosider 13LE
  - Autosan Eurosider 15LE
- Xe buýt thành phố (xe buýt sàn thấp và cửa thấp) 
  - Sancity 9LE
  - Sancity 10LF
  - Sancity 12LE
  - Sancity 12LF
  - Sancity 18LF
  - Autosan A8V "Thành phố Wetlina" (Autosan Osprey)
- Xe buýt trường học 
  - Autosan A0909S Smyk
  - Autosan A1012T "Đại bàng RHD"
- Xe buýt đặc biệt, xe tù 
  - Autosan A1010T DW
  - Autosan H7-10ZK
- Xe buýt cảnh sát cho các đội quân 
  - Autosan H7-10I

#### Xe buýt lịch sử

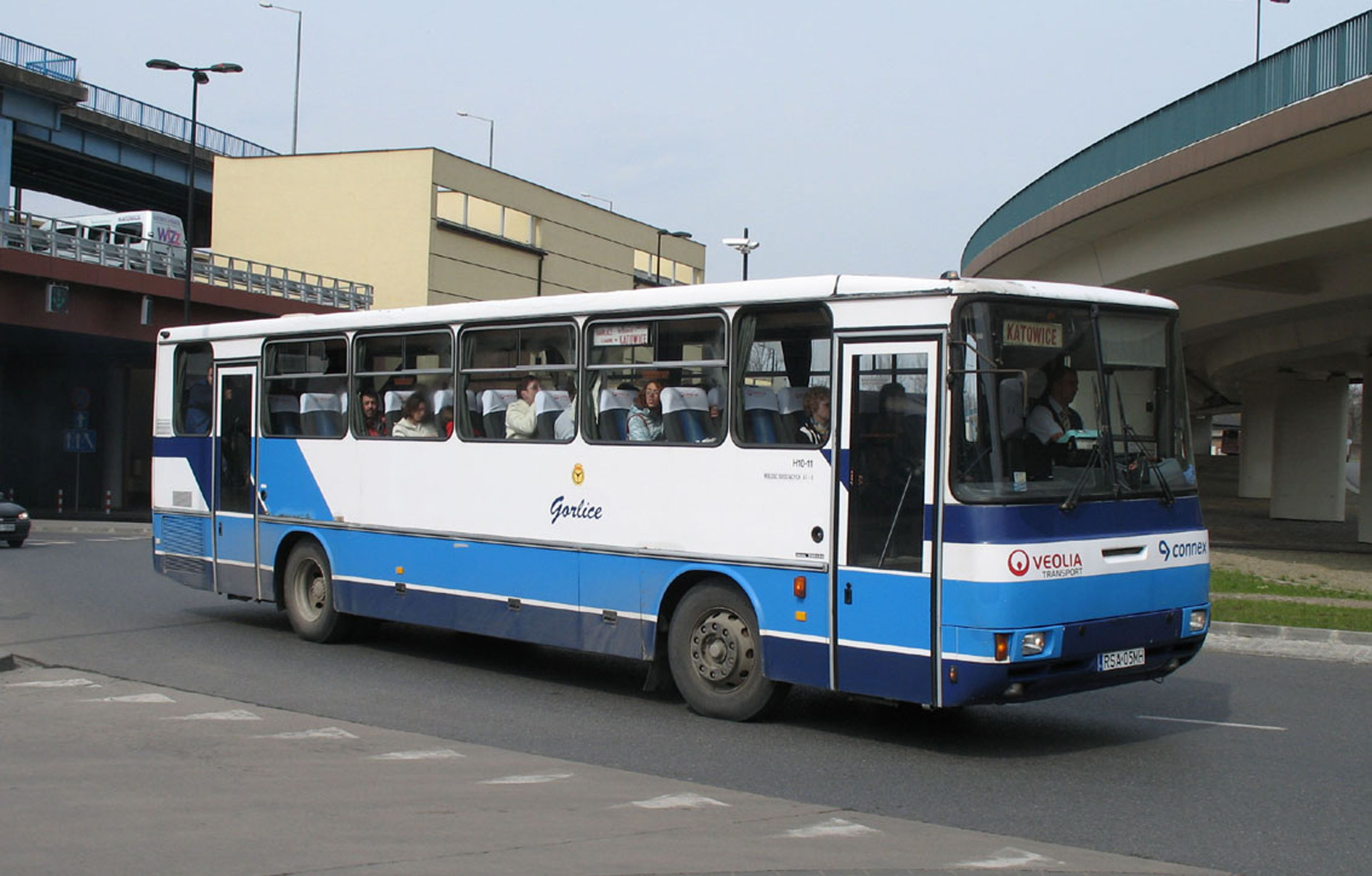
Autosan H10-11, xe buýt

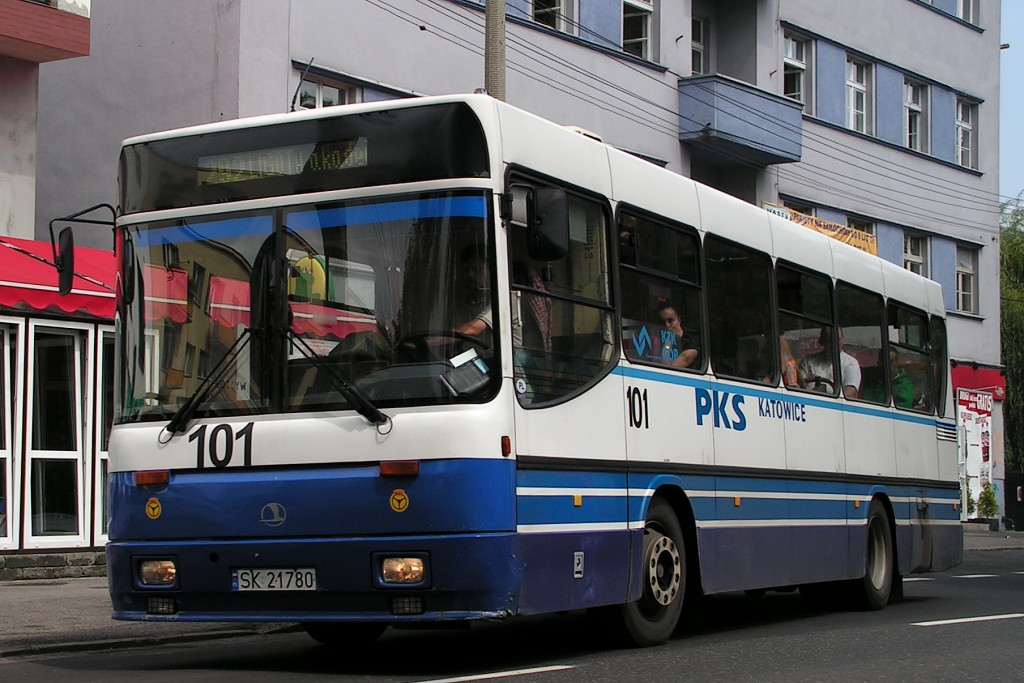
Autosan A1010M "Xe trung bình, xe buýt lịch sử

- Xe khách du lịch 
  - Autosan A404T "Cezar"
  - Autosan A1112T "San"
  - Autosan A1112T "Sanman"
- Xe buýt liên tỉnh 
  - Autosan H6-10 "Dưa"
  - Autosan A0909L "Tramp"
  - Autosan H7-10 "Người giao dịch"
  - Autosan H9-xx
  - Autosan H10-xx
  - Autosan A10-10T "Lider Midi"
- Xe buýt địa phương 
  - Autosan A0808MN "Xử phạt"
  - Autosan H7-20 "Trafic"
- Xe buýt thành phố 
  - Autosan H9-33
  - Autosan H9-35
  - Autosan A1010M "Trung bình"
- Xe buýt trường học 
  - Autosan H6-10.03S "aczek"
  - Autosan H9-21 "Kleks"
  - Autosan H10-10S "Urwis"
- Xe buýt đặc biệt, xe tải tù 
  - Autosan H6-56 "Khăn"
  - Autosan H6-10 SW

### Khác
- Xe buýt đường sắt
- Rơ moóc chở khách
- Container
- Xe chuyên dụng
- Linh kiện

## liên kết ngoài
- Trang chủ công ty Lưu trữ ngày 21 tháng 10 năm 2011 tại Wayback Machine
- Trang chủ Autosan Coach Sales (GB)
- Trang chủ "Autosan Sverige"
- "Nhà cung cấp linh kiện Autosan"
- Phim về Autosan